# Ronald Neame
Ronald Elwin Neame, CBE (Londres, 23 de abril de 1911 — Los Angeles, 16 de junho de 2010) foi um cineasta britânico que morreu aos 99 anos.

## Filmografia
- 1947 – Take My Life
- 1950 – Golden Salamander (A Salamandra de Ouro)
- 1952 – The Card (Às Voltas Com 3 Mulheres)
- 1953 – The Million Pound Note (Loucuras de Um Milionário)
- 1956 – The Man Who Never Was (O Homem Que Nunca Existiu)
- 1957 – The Seventh Sin (O Sétimo Pecado)
- 1958 – The Horse's Mouth (Maluco Genial)
- 1958 – Windom's Way (Clamor de Violência)
- 1960 – Tunes of Glory (Glória Sem Mácula)
- 1961 – Escape from Zahrain (Fugitivos de Zaharain)
- 1962 – I Could Go on Singing (Na Glória a Amargura)
- 1963 – The Chalk Garden (Corações Feridos)
- 1964 – Mister Moses (Na Vastidão da África)
- 1966 – A Man Could Get Killed (Passaporte Para o Perigo)
- 1966 – Gambit (Como Possuir Lissu)
- 1968 – Prudence and the Pill (Prudência e a Pilula)
- 1968 – The Prime of Miss Jean Brodie (A Primavera de Uma Solteirona)
- 1970 – Scrooge (Adorável Avarento)
- 1972 – The Poseidon Adventure (O Destino do Poseidon)
- 1974 – The Odessa File (O Dossiê Odessa)
- 1979 – Meteor (1979)  (Meteoro)
- 1980 – Hopscotch (Um Espião Trapalhão)
- 1981 – First Monday in October
- 1986 – Foreign Body (Corpo Estranho)
- 1990 – The Magic Balloon